# البوزانو
البوزانو (به ایتالیایی: Albuzzano) یک سکونتگاه مسکونی در ایتالیا است که در استان پاویا واقع شده‌است.

## خصوصیات
البوزانو ۱۵٫۳ کیلومترمربع مساحت و ۲٬۵۰۰ نفر جمعیت دارد و ۷۶ متر بالاتر از سطح دریا واقع شده‌است.